# Francisco de Lugo y Dávila
Francisco (de) Lugo y Dávila o Dávila y Lugo  (Madrid o Puerto Rico, 1588-Madrid, 14 de diciembre de 1662) fue un escritor y novelista español del Siglo de Oro.

## Biografía
María de los Ángeles Arcos Pardo, principal estudiosa del autor, refiere que, según los datos de su embarque hacia América el 4 de junio de 1620, debió nacer en Madrid hacia 1588, hijo de Juan Vázquez Morejón Dávila y de Petronila de Lugo, naturales de Madrid y residentes en ella; tuvo además dos hermanos, Dionisio y Petronila. También afirma Rafael Bonilla Cerezo que nació en Madrid, pero otros afirman que fue el escritor más antiguo nacido en Puerto Rico, de familia noble sobre todo por línea materna, según el propio autor se ocupó de investigar en su obra El linaje de los Lugo ya que su madre fue hija de Pedro Fernández de Lugo, adelantado de Canarias y conquistador de las Indias Occidentales, que era a su vez hijo de Alonso Luis Fernández de Lugo, también adelantado de Canarias, conquistador de La Palma y Tenerife y más tarde de Santa Marta, que descubrió y fundó el reino de Nueva Granada. Se supone también que estudió Derecho. El único dato que parece comprobado es que fue a América soltero y en 1621 fue nombrado alcaide mayor de la provincia de Chiapa en el virreinato de Nueva España, donde estuvo unos diez años (aunque en 1632 se hallaba ya en Madrid, hay documentos que apuntan a que había regresado en 1628 y que en parte de ese tiempo tuvo algún cargo en Puerto Rico, donde le sustituyó al regresar a España su hermano Dionisio; allí coincidió con su amigo el poeta Bernardo de Balbuena, obispo de dicha isla desde 1623 hasta su muerte en San Juan en 1627; lo prueban los poemas laudatorios que tanto él como su hermano Dionisio le dedican a la novela pastoril de este último Siglo de Oro en las Selvas de Erifile);
Su estancia en Chiapas fue accidentada a causa de su honradez; como Alcalde Mayor acusó a Diego Vaquero (Alcalde Ordinario y Tesorero de la Santa Cruzada) de malversación de fondos; y para evitar males mayores hizo permuta del cargo: Lugo se fue a Comayagua en Guatemala por Pedro Carrillo de Zayas, quien a su vez ocupó su puesto en Chiapas. Pero de nuevo, desde su cargo de Gobernador descubrió una socaliña y acusó al obispo mínimo Luis de Cañizares de "sacar cada año de las Reales Cajas 50.000 mrs. pretextando los da a quien él nombra... repartir entre sus prebendados las doctrinas de cinco pueblos de indios sin autoridad real... dar títulos y dignidades... y sacando de la Real Caja los estipendios enteros..." Todo esto dio lugar a una revuelta y un juicio que duró más de dos años y medio. Un testamento que hizo el 21 de marzo de 1651 dice que estuvo avecindado en efecto en Puerto Rico, en cuya capital San Juan debió desempeñar algún cargo, aunque a la fecha del testamento seguía estando en Madrid. Al parecer, en 1629 fue secuestrado por los corsarios holandeses y durante su cautiverio escuchó sus planes de invadir la isla, por lo que cuando fue liberado en 1630 escribió un discurso para advertir al Rey que se ha conservado y editado modernamente. 
En el ya referido testamento refiere que tiene interpuesta una demanda ante el Consejo Supremo de Justicia en la que reclama para sí el título de Adelantado de Canarias como herencia familiar y que se dé cuenta de la solución a su mujer, que reside en la ciudad de Guatemala, en las Indias. En ese mismo testamento comenta que estuvo también como gobernador y capitán general en la ciudad de Trujillo en Honduras y también por este documento se averigua que se casó con Ana de Negrete y Ferrer, de la que tuvo cinco hijos: Francisco, Violante, Petronila, María y Juan Francisco, residentes en la ciudad de Guatemala. Aún hizo un segundo testamento y últimas voluntades en Madrid el 13 de diciembre de 1662; al día siguiente falleció de perlesía, dejando como albacea de sus escasos bienes al impresor Tomás de Alfay; entre ellos figuraba un centenar de libros, muchos de ellos en latín.
Ya Emilio Cotarelo señalaba que debió de frecuentar el círculo de amigos de Miguel de Cervantes, pues hay huellas de su influjo en sus novelas y escribió un par de elogios a las obras de otro de los miembros de ese círculo, por ejemplo un prólogo panegírico a La ingeniosa Elena de Alonso Jerónimo de Salas Barbadillo (1614). También hizo una colección de novelas cortesanas, Teatro popular: nouelas morales para mostrar los géneros de vidas del pueblo, y afectos, costumbres y pasiones del ánimo (Madrid: por la viuda de Fernando Correa Montenegro, a costa de Alonso Pérez, 1622), que incluye un interesante prólogo en forma de diálogo entre tres amigos, importante por constituir uno de los primeros sobre teoría literaria de la novela; muestra conocer a Francesco Bonciani y establece, en primer lugar, el decoro lingüístico-social que debe tener, y, en segundo, la autoridad de la Fiammeta y del Decamerón de Giovanni Boccaccio como modelos. Incluye ocho títulos: Escarmentar en cabeza ajena, Premiado el amor constante, Las dos hermanas, La hermanía, Cada uno hace como quien es, El médico de Cádiz, El andrógino y De la juventud. Algunas de sus novelas son curiosas por los temas que tratan, como El andrógino; otras veces tratan temas que más parecen de comedia de capa y espada que otra cosa, como en Las dos hermanas. El influjo cervantino se percibe en que tanto De la Hermanía como Del Andrógino están basadas en Rinconete y Cortadillo y El celoso extremeño respectivamente, y parcialmente inspirada en La señora Cornelia su novela octava De la juventud. Su estilo es agradable, suelto y exento de afectaciones culteranas y conceptistas. Otra de sus obras es un discurso contra las propuestas del arbitrista Gerardo Basso.
Las novelas fueron parcialmente traducidas al francés e incluidas en las Nouvelles de Nicolás Lancelot (1628). La edición más reciente lleva el título Teatro popular: (novelas), con introducción y notas de Emilio Cotarelo y Mori (Madrid: Librería de la Viuda de Rico, 1906). María Ángeles Arcos Pardo ha llevado a cabo una nueva edición y estudio como tesis (dirigida por Víctor Infantes) con la que se doctoró en la Universidad Complutense de Madrid en 2009 (accesible en Docta Complutense).

## Obras
- Elogio a la obra Patrona de Madrid restituyda. Poema heroico, de Alonso Jerónimo de Salas Barbadillo, Madrid: Alonso Martín, 1609.
- "Al lector", introducción a la obra Corrección de vicios de Alonso Jerónimo de Salas Barbadillo, impreso en Madrid, por Juan de la Cuesta a costa de Miguel Martínez, 1615
- Teatro popular: Novelas morales para mostrar los géneros de vidas del pueblo, y afectos, costumbres, y passiones del ánimo con aprovechamiento para todas personas. Madrid, por la Viuda de Fernando Correa Montenegro, a costa de Alonso Pérez, 1622; hay edición moderna de Emilio Cotarelo y Mori, Madrid, Imprenta de Apalategui, Librería de la Viuda de Rico, 1906 (Col. Selecta de Antiguas Novelas Españolas, I).
- Desengaños y réplicas a las proposiciones de Gerardo Basso,[8] Madrid, imprenta del Reino, 1632.
- El linaje de Lugo, manuscrito en la RAH.
- Genealogía de la casa de Saavedra, Madrid, 1649, manuscrito de la RAH.
- "Elogio" al libro de D. Gaspar de Seixas Vasconcelos y Lugo, caballero Comendador mayor de Christo redemptor nuestro, Corona imperial, impreso en Madrid por Diego Díaz de la Carrera, impresor del reino, 1656. Elogio de don Gaspar de Seyxas Vasconcellos y Lugo, , Madrid, 1656.
- Descripción de las islas Guanajas. Manuscrito incompleto del año 1639 en la Univ. de Berkeley.
- Discurso sobre la importancia y conservación de la plaza e isla de Puerto-Rico por D. Francisco Dávila y Lugo, (que ha estado quince meses prisionero del enemigo holandés). Creo que es la misma obra que La isla de Puerto Rico se la lleva el holandés: discurso de Don Francisco Dávila y Lugo al Rey Felipe IV (1630), ed. de Carmen Rabell, Instituto de Cultura Puertorriqueña, 2016.
- "Demostración: El Gobernador Don Francisco Dávila y Lugo, en defensa de la ilustre prosapia de la casa de Cordova". Al requisito segundo y su nota en el Memorial intitulado de la cobertura del Marqués de Priego, que le formó Don Joseph de Pellicer de Tovar, cronista mayor de estos reynos. Discurso dedicado al Señor Duque de Sesa, (pp.139-159v) del tomo miscelánea de los Papeles genealógicos de D. Andrés de los Ríos, Madrid: 1644-1652, Biblioteca Nacional.
- Epígraphe a la obra de D. Joseph de Miranda y la Cotera a los poemas selectos escritos al "Certamen Angélico", en Alabanças del Glorioso Patriarca Santo Domingo y Santos de su religión... Impreso en Madrid: por Diego Díaz de la Carrera, 1657, y Cuatro canciones de Lugo y Dávila en ídem, folios 17r-18v.
- Elogio a la obra de Rodrigo Méndez Silva Compendio de las más señaladas hazañas que obró el Capitán Alonso de Céspedes, impreso en Madrid por Diego Díaz de la Carrera, 1647.
- Con el nombre de Francisco Dávila y Lugo: Discurso militar y político: resumen de levas ajustado a estas coronas de Castilla... manuscrito de la Biblioteca Universitaria de Salamanca
- Hechos de Sancho Dávila, manuscrito perdido y citado en su testamento en 1651.